# Margaret Hendrie
Margaret Hendrie (ur. w 1924, zm. w 1990) – nauruańska pisarka. Napisała tekst do Nauru Bwiema, narodowego hymnu Nauru, który został przyjęty po ogłoszeniu niepodległości w roku 1968 (muzykę stworzył Laurence Henry Hicks).